# Референдумы в Швейцарии (2010)
Референдумы в Швейцарии проходили 7 марта, 26 сентября и 28 ноября 2010 года. В марте прошли конституционные референдумы по регулированию исследований на человеке и по усилению защиты животных и референдум относительно расчёта пенсий по инвалидности. Первое предложение было одобрено, а остальные — отклонены. В сентябре прошёл единственный референдум относительно пособия по безработице, который был одобрен 53,4 % голосов избирателей. В ноябре прошли референдумы по предложению и контрпредложению о депортации преступников-иммигрантов и по предложению за справедливое налогообложение. Предложение о депортации было одобрено, а предложение о налогообложении — отклонено.

## Март

### Регулирование исследований на человеке
| Выбор                                | Общее голосование | Общее голосование | Кантоны | Кантоны | Кантоны |
| Выбор                                | Голосов           | %                 | Полных  | Полу-   | Всего   |
| ------------------------------------ | ----------------- | ----------------- | ------- | ------- | ------- |
| За                                   | 1 708 488         | 77,21             | 20      | 6       | 23      |
| Против                               | 504 167           | 22,79             | 0       | 0       | 0       |
| Недействительных/пустых бюллетеней   | 84 893            | -                 | -       | -       | -       |
| Всего                                | 2 297 548         | 100               | 20      | 6       | 23      |
| Зарегистрированных избирателей/ Явка | 5 051 169         | 45,49             | -       | -       | -       |
| Источник: Direct Democracy           |                   |                   |         |         |         |

### Защита животных
| Выбор                                | Общее голосование | Общее голосование | Кантоны | Кантоны | Кантоны |
| Выбор                                | Голосов           | %                 | Полных  | Полу-   | Всего   |
| ------------------------------------ | ----------------- | ----------------- | ------- | ------- | ------- |
| За                                   | 671 731           | 29,50             | 0       | 0       | 0       |
| Против                               | 1 605 141         | 70,50             | 20      | 6       | 23      |
| Недействительных/пустых бюллетеней   | 37 618            | -                 | -       | -       | -       |
| Всего                                | 2 314 490         | 100               | 20      | 6       | 23      |
| Зарегистрированных избирателей/ Явка | 5 051 169         | 45,82             | -       | -       | -       |
| Источник: Direct Democracy           |                   |                   |         |         |         |

### Пенсионный план
| Выбор                                | Голосов   | %     |
| ------------------------------------ | --------- | ----- |
| За                                   | 617 209   | 27,27 |
| Против                               | 1 646 369 | 72,73 |
| Недействительных/пустых бюллетеней   | 47 474    | -     |
| Всего                                | 2 311 052 | 100   |
| Зарегистрированных избирателей/ Явка | 5 051 169 | 45,75 |
| Источник: Direct Democracy           |           |       |

## Сентябрь

### Пособие по безработице
| Выбор                                | Голосов   | %     |
| ------------------------------------ | --------- | ----- |
| За                                   | 958 913   | 53,42 |
| Против                               | 836 101   | 46,58 |
| Недействительных/пустых бюллетеней   | 24 463    | -     |
| Всего                                | 1 819 477 | 100   |
| Зарегистрированных избирателей/ Явка | 5 077 180 | 35,84 |
| Источник: Direct Democracy           |           |       |

## Ноябрь

### Депортация преступников-иммигрантов
| Вопрос                     | За        | За    | За      | За      | За      | Против    | Против | Против  | Против  | Против  | Пустых бюлл. | Пустых бюлл. | Недействи- тельных бюлл. | Всего     | Зарегистри- рованных избирателей | Явка  |
| Вопрос                     | Голоса    | %     | Кантоны | Кантоны | Кантоны | Голоса    | %      | Кантоны | Кантоны | Кантоны | Голоса       | %            | Недействи- тельных бюлл. | Всего     | Зарегистри- рованных избирателей | Явка  |
| Вопрос                     | Голоса    | %     | Полных  | Полу-   | Всего   | Голоса    | %      | Полных  | Полу-   | Всего   | Голоса       | %            | Недействи- тельных бюлл. | Всего     | Зарегистри- рованных избирателей | Явка  |
| -------------------------- | --------- | ----- | ------- | ------- | ------- | --------- | ------ | ------- | ------- | ------- | ------------ | ------------ | ------------------------ | --------- | -------------------------------- | ----- |
| Предложение                | 1 397 923 | 52,26 | 15      | 5       | 17,5    | 1 243 942 | 46,51  | 5       | 1       | 5.5     | 32 762       | 1,23         | 16 172                   | 2 690 799 | 5 084 053                        | 52,93 |
| Контрпредложение           | 1 189 269 | 44,46 | 0       | 0       | 0       | 1 407 830 | 52,64  | 20      | 6       | 23      | 77 528       | 2,90         | 16 172                   | 2 690 799 | 5 084 053                        | 52,93 |
| Источник: Direct Democracy |           |       |         |         |         |           |        |         |         |         |              |              |                          |           |                                  |       |

### За справедливое налогообложение
| Выбор                                | Общее голосование | Общее голосование | Кантоны | Кантоны | Кантоны |
| Выбор                                | Голосов           | %                 | Полных  | Полу-   | Всего   |
| ------------------------------------ | ----------------- | ----------------- | ------- | ------- | ------- |
| За                                   | 1 073 229         | 41,54             | 3       | 1       | 3,5     |
| Против                               | 1 510 589         | 58,46             | 17      | 5       | 19,5    |
| Недействительных/пустых бюллетеней   | 78 292            | -                 | -       | -       | -       |
| Всего                                | 2 662 110         | 100               | 20      | 6       | 23      |
| Зарегистрированных избирателей/ Явка | 5 084 053         | 52,36             | -       | -       | -       |
| Источник: Direct Democracy           |                   |                   |         |         |         |